# Омовунмі Садік
Омовунмі Садік (англ. Omowunmi Sadik; нар. 19 червня 1964) — нігерійська вчена, професор, хімік і винахідниця. Працює в Бінгемтонському університеті. Вона розробила мікроелектродні біосенсори для виявлення наркотиків і вибухових речовин, працює над розробкою технологій утилізації іонів металів з відходів для використання у промисловості. У 2012 році Садік стала співзасновником неприбуткової організації «Стабільна нанотехнологія» (Sustainable Nanotechnology Organization).

## Дитинство та освіта
Садік народилася у 1964 році в Лагосі, (Нігерія) у сім'ї науковців, які підтримували її інтереси у фізиці, хімії та біології. Вона отримала ступінь бакалавра з хімії в Лагоському університеті у 1985 році, а у 1987 році отримала ступінь магістра. Потім Садік навчалася в Університеті Вуллонгонг в Австралії. У 1994 році вона отримала ступінь доктора філософії.

## Кар'єра
У 1994—1996 роках отримала післядокторську стипендію від Національної дослідницької ради для дослідження в Управлінні з охорони довкілля США. У 2002 році призначена на посаду доцента хімії в Бінгемтонському університеті, Нью-Йорк, а в 2005 році — професором. В цей час вона також стала директором Центру вдосконалених сенсорів та екологічних систем (Center for Advanced Sensors & Environmental Systems, CASE) у Бінгемтоні. Омовунмі Садік займалась дослідницькою діяльністю в Дослідницькій лабораторії Військово-морського флоту США, Корнельському та Гарвардському університетах.
Садік вивчає хімію поверхні, з акцентом на розробку біосенсорів для використання в хімії навколишнього середовища. Вона виявила, що провідні полімери особливо перспективні для використання в зондуваннях. Садік розробила мікроелектродні біосенсори, чутливі до мізерної кількості органічних матеріалів, технологію, яка може бути використана для виявлення наркотиків і бомб. Вона також вивчає механізми детоксифікації відходів, таких як хлорорганічні сполуки в навколишньому середовищі, з метою розробки технологій утилізації іонів металів з промислових відходів. В одному з проектів мікробні ферменти підвищували перетворення високотоксичного хрому (VI) в нетоксичний хром (III) з 40 % до 98 %. Садік опублікувала понад 135 рецензованих наукових робіт і патентних заявок. Вона володіє патентами США на окремі типи біосенсорів. У 2011 році була головою першої Гордонської конференції з екологічних нанотехнологій. У 2012 році Омовунмі Садік і Барбара Карн заснували організацію «Стабільна нанотехнологія», некомерційне міжнародне професійне товариство для відповідального використання нанотехнологій у світі.
Садік обрана до Королівського хімічного товариства у 2010 році та Американського інституту медичної та біологічної інженерії у 2012 році. Вона також є членом Американського хімічного товариства . Омовунмі Садік співпрацює з Управлінням з охорони довкілля США та Національним науковим фондом та входить до Національного інституту охорони здоров'я. Вона також співрацює з Міжнародним центром біодинаміки ЮНЕСКО в Бухаресті (Румунія), Університетом Еге в Туреччині та Фукуйським університетом в Японії.

## Нагороди
- 2000: стипендія COBASE Національної ради з досліджень Нігерії (NRC)[11]
- 2001: премія за дослідження в галузі науки і медицини від Державного університету Нью-Йорка.[7]
- 2002: премія для винахідників від Державного університету Нью-Йорка.[7]
- 2003—2004: Заслужена стипендія Редкліфа Гарвардського університету[12]
- 2016: Національний орден «За заслуги» Нігерії (NNOM)[13][14]
- 2017: Австралійська премія за заслуги[1]